# Pauline Schanz

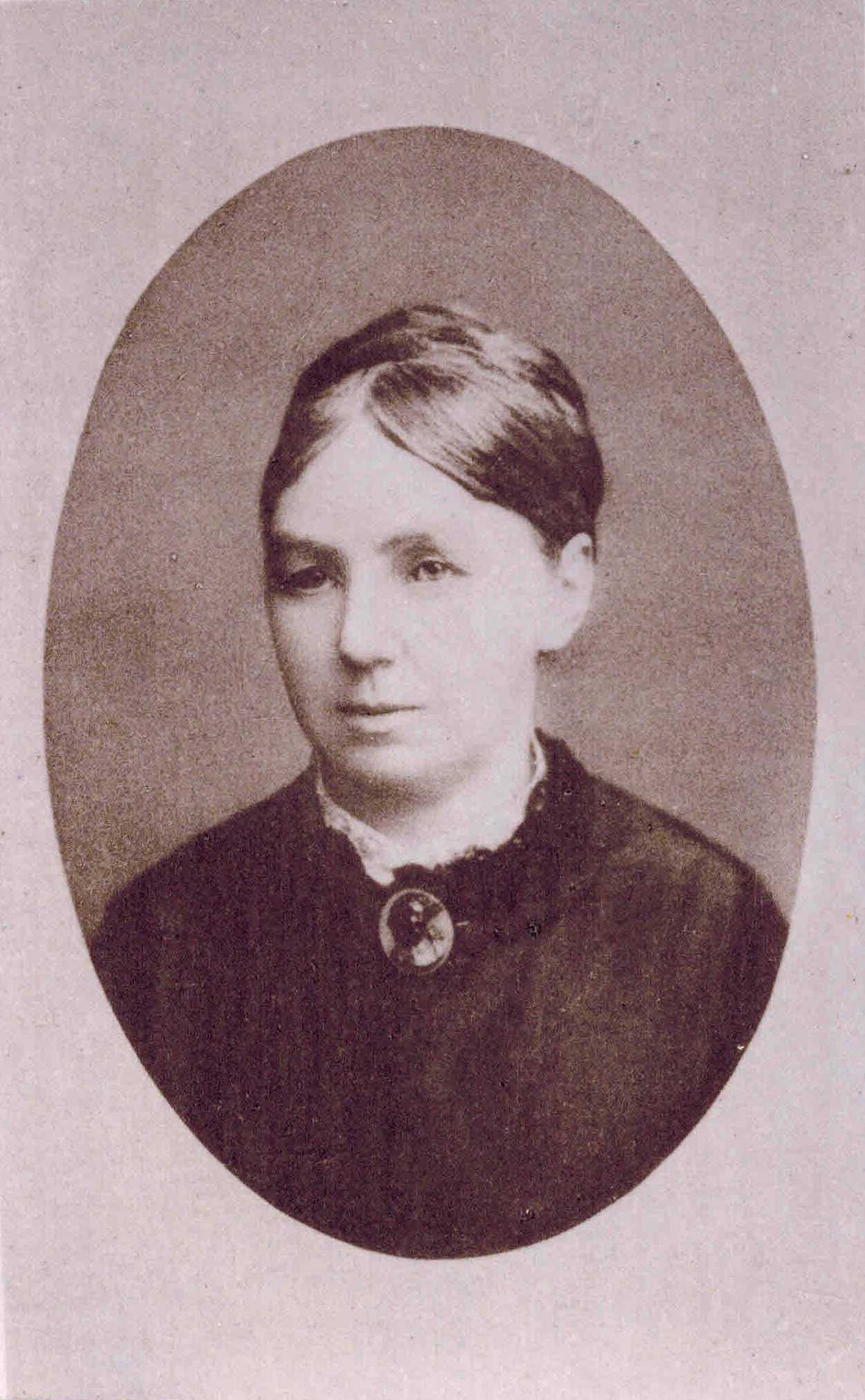
Pauline Schanz (um 1888)

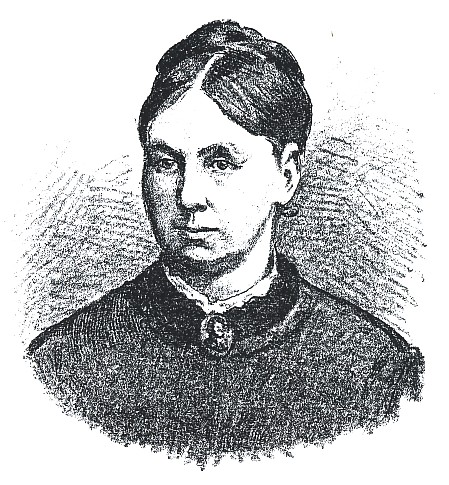
Pauline Schanz

Pauline Schanz (geb. Pauline Leich; * 10. September 1828 in Leipzig; † 19. April 1913 in Berlin) war eine deutsche Schriftstellerin.

## Leben
Pauline Schanz wurde als Tochter des renommierten und wohlhabenden Buchhändlers Johann Friedrich Leich in Leipzig geboren. Der finanzielle Ruin des Vaters traf Pauline Schanz im Jugendalter. Sie entschied sich für eine Ausbildung als Erzieherin, für die sie für zwei Jahre nach Chemnitz ging. Nach dem Tod des Vaters zog Pauline Schanz zu ihrer Mutter nach Dresden, wo sie 1853 den Schriftsteller Julius Schanz heiratete. Der Ehe entstammte neben zwei weiteren Kindern auch die 1859 geborene Tochter Frida Schanz, die später erfolgreich als Schriftstellerin arbeitete.
Nach der Scheidung von ihrem Mann zog Pauline Schanz mit ihren drei Kindern nach Berlin. Eine erneute Heirat, die die Trennung von ihren Kindern bedeutet hätte, lehnte sie ab. Pauline Schanz verfasste vorwiegend Jugendschriften, war aber auch als Übersetzerin aus dem Französischen, Italienischen, Spanischen, Englischen, Schwedischen und Dänischen tätig. Als allein erziehende Mutter sorgte sie so für den Unterhalt der Familie. Sie verstarb 1913 in Berlin.

## Werke (Auswahl)
als Autorin
- Liande. Eine Märchen-Dichtung. Richter, Zwickau 1855.(Digitalisat)
- Für junge Herzen. Meinhold Verlag, Dresden 1863. (Digitalisat)
- In der Dämmerstunde. Meinhold Verlag, Dresden 1863. (Vorhanden nur in Übersetzung: A La Tombée De La Nuit. Traduits De L’Allemand Par J. V.)
- Herzblättchens Kurzweil. 1865.[1]
- Kleine Welt. Zwölf kleine Erzählungen und Verschen. Meinhold Verlag, Dresden 1865.
- Ferientage. Erzählungen. Meinhold Verlag, Dresden 1866.
- Ein Tag aus dem Kinderleben. 1866.[2]
- Erzählungen für das Volk. 1866/70.[3]
- Madeira. Episches Gedicht in vier Gesängen. Matthes-Verlag, Leipzig 1868. (Digitalisat)
- Mancherlei aus des Lebens Mai. Grunow, Leipzig 1872. (illustriert von Oscar Pletsch).  3. Aufl. 1864.
- Unter uns Kleinen. Grunow, Leipzig 1872 (illustriert von Oscar Pletsch).
- Gesammelte Erzählungen aus dem Töchteralbum. Erzählungen für die reifere Jugend. 1873.
- Erzählungen für die Jugend. Schauenberg-Ott-Verlag, Leipzig 1875.
- Adam Gottlob Oehlenschläger zu dessen hundertjährigen Geburtstag. Friedrich, Leipzig 1879. (Digitalisat)
- Gedichte. Friedrich, Leipzig 1885.
- Erzählungen für die reifere weibliche Jugend. Flemming, Glogau 1887.
- Erzählungen. (Beim Vetter Franz, Verstiegen, Der Heidenturm.) Köhler Verlag, Dresden 1888.
- Drolly oder Wenn man etwas gelernt hat und andere Erzählungen für artige Kinder. Weise, Stuttgart 1892.
- Geschichten für Mädchen. Sechs Erzählungen. Düms,  Wesel 1896.

als Herausgeberin
- Das Rosenmärchen. Mittler Verlag, Berlin 1856.
- Deutsche Sagen. Meinhold Verlag, Dresden 1872.

als Übersetzerin
- Louisa May Alcott: Kleine Frauen. Grunow, Leipzig 1876.
- Fernán Caballero: Spanische Novellen. Verlag Röcker, Wien 1878 (2 Bde.).
- Jacques-Henri Bernardin de Saint-Pierre: Paul und Virginie („Paul et Virginie“). Verlag Meinold, Dresden 1873.
- Esaias Tegnér: Die Frithjofs-Sage („Frithiofs saga“). Sauerländer Verlag, Frankfurt/M. 1883.
- Juan Valera: Pepita Jiménez. Ein andalusischer Roman („Pepita Jiménez“). Auerbach Verlag, Berlin 1882.